# Willamina
Willamina – miasto w Stanach Zjednoczonych, w stanie Oregon, w hrabstwie Yamhill.